# Barrage de Portezuelo Grande
Le barrage de Portezuelo Grande est un barrage construit sur le río Neuquén, en Argentine, à 90 km en amont et au nord-est de la ville de Neuquén. Il est construit sur le territoire de la province de Neuquén.

## Description
Le barrage, qui fait partie du complexe hydroélectrique des Cerros Colorados sert avant tout à dériver les eaux du río Neuquén vers une dépression naturelle, sur le côté droit de son lit, où se sont ainsi formés deux lacs artificiels, le lac Los Barreales et le lac Mari Menuco, alimentés lors des crues. Le barrage sert ainsi à réguler le débit de la rivière ainsi qu'à produire de l'électricité. 

## Le barrage en chiffres
- Le barrage s'élève à 12 m au-dessus du lit de la rivière, et mesure 3 250 m de long.
- Niveau maximum normal : 427 m
- Surface du lac de retenue au niveau max. normal : 39 km2
- Volume total de la retenue : 10 000 000 m3
- Module du río Neuquén : 311 m3/s
- Débit maximal dérivé : 7 900 m3/s

## Source
- (es) Presa Portezuelo Grande - Ficha Tecnica